# Transrapid 04
A Transrapid 04 a német Krauss-Maffei által kifejlesztett maglev vonat volt. 1974-ben készült el belőle egy szerelvény. Maximális sebessége 253,2 km/h volt. A prototípus motorvonat 20 személyes volt.